# Медведь, Лев Иванович
Ле́в Ива́нович Медве́дь (5 [18] июня 1905, Мягкоход, Бершадский район — 22 февраля 1982, Киев) — советский деятель медицины, основатель и руководитель Института экогигиены и токсикологии в Киеве, профессор, академик Академии медицинских наук СССР (1969), заслуженный деятель науки УССР, доктор медицинских наук (1961), автор трудов по гигиене сельскохозяйственного труда, по токсикологии пестицидов, по защите от малярии.

## Биография
Родился в крестьянской семье в селе Чёрная Гребля нынешней Винницкой области. Окончил церковно-приходскую школу, в 1927 году — Винницкий химико-фармакологический институт. После этого занимал ответственные должности в медицинской отрасли и одновременно учился в Киевском медицинском институте, который окончил в 1939 году. В 1941—1945 годах — директор Киевского медицинского института; в 1943—1952 — заведующий кафедрой гигиены труда и профзаболеваний. В 1945—1947 — первый заместитель наркома, в 1947—1952 — министр здравоохранения УССР. Представлял УССР в ряде международных организаций, принимал участие в разработке устава Всемирной организации здравоохранения
В 1952—1964 — директор Киевского научно-исследовательского института гигиены труда и профзаболеваний. В сферу научных интересов входили гигиена и токсикология. В 1964 году возглавил созданный по его инициативе Институт экогигиены и токсикологии и руководил им до самой смерти в 1982 году. Автор свыше 200 научных работ (в том числе 7 монографий и пособий), посвящённых гигиене села и сельского хозяйства, организации медицины.
Скончался 22 февраля 1982 года. Похоронен в Киеве на Байковом кладбище.

## Труды
- Л. И. Медведь. Гигиена труда по применению инсектофунгицидов в сельском хозяйстве (1958).
- Л. И. Медведь — ред. Справочник по пестицидам (гигиена применения в токсикологии) (1961).
- Л. И. Медведь — ред. Гигиена труда в сельскохозяйственном производстве (1981).

## Награды
- орден Ленина (23.01.1948);
- орден Трудового Красного Знамени;
- орден Красной Звезды;
- дважды Орден «Знак Почёта»;
- медали.

## Интересные факты
Из опубликованных воспоминаний руководителя Советского Союза Хрущёва Н. С.:

Рассказывают, что на партийном собрании какая-то женщина выступает и говорит, указывая пальцем на Медведя: «Я этого человека не знаю, но по глазам вижу, что он — враг народа!» Можете себе представить?! Но Медведь (как говорится, на то он и медведь) не растерялся и сейчас же парировал: «Я эту женщину, которая сейчас выступала против меня, в первый раз вижу и не знаю её, но по глазам вижу, что она — проститутка». Только употребил он слово более выразительное. Потом это стало анекдотом на всю Украину, передавалось из уст в уста. Это и спасло Медведя— Медицинская газета «Здоровье Украины», номер 125 за август 2005 года
.